# Yogyakarta (provincie)
Yogyakarta (oficiálně indonésky Daerah Istimewa Yogyakarta, též nizozemsky Jogjakarta) je jedna z indonéských provincií, jejímž centrem je stejnojmenné hlavní město. Na ploše 3 186 km² (druhá nejmenší indonéská provincie po Jakartě) zde žije zhruba 3,5 milionu lidí, to je téměř 1000 lidí na kilometr čtvereční.
Yogyakarta patří mezi 5 indonéských provincií se zvláštním statusem. Byl zde zachován sultanát, místní sultán se stává zároveň guvernérem provincie. Tato výsada je odměnou za zásluhy na vzniku samostatného indonéského státu. Město Yogyakarta bylo centrem republikánských sil a hlavním městem Indonésie při indonéské národní revoluci v letech 1945–1949, sultánem Yogyakarty tehdy byl Hamengkubuwana IX.
Území provincie je ze tří stran obklopeno provincií Střední Jáva, jih omývá Indický oceán.
Hlavní město Yogyakarta se nachází zhruba uprostřed provincie, žije v něm asi půl milionu obyvatel. Severně od města se tyčí velmi aktivní sopka Merapi.

## Externí odkazy

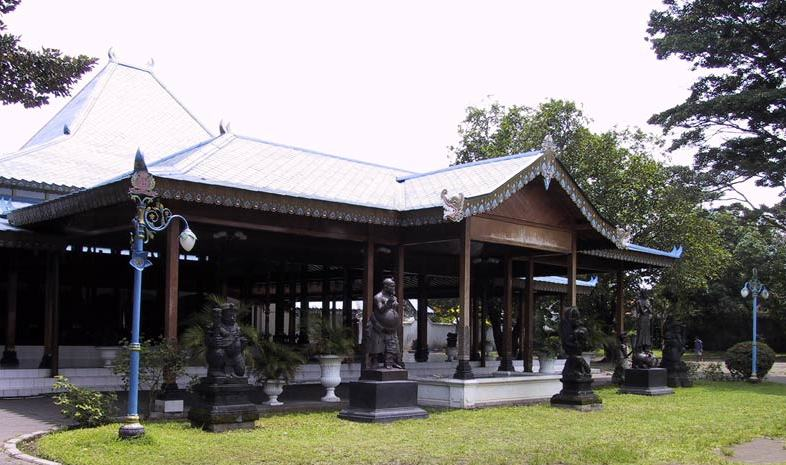
Sultánův palác v Yogyakartě